# افشین غفاریان
افشین غفاریان (۱۵ دسامبر ۱۹۸۶) رقصنده، هنرپیشه، طراح رقص و کارگردان اهل ایران است.